# Pfarrkirche Bings

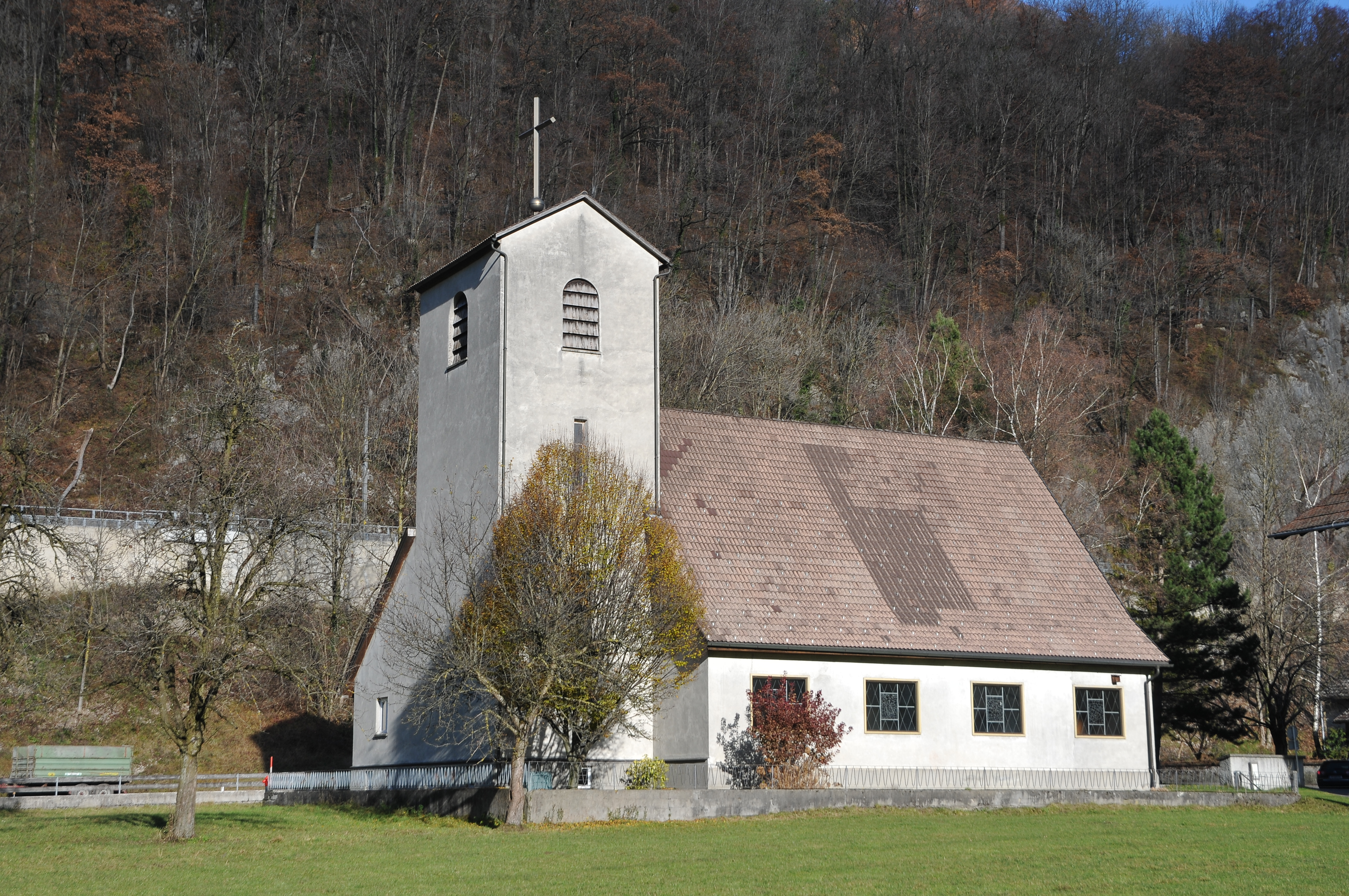
Pfarrkirche hl. Dreifaltigkeit in Bings

Die Pfarrkirche Bings steht im Ort Bings in der Stadtgemeinde Bludenz im Vorarlberg. Die römisch-katholische Pfarrkirche hl. Dreifaltigkeit gehört zum Dekanat Bludenz-Sonnenberg in der Diözese Feldkirch. Die Kirche steht unter Denkmalschutz.

## Geschichte
Die Kirche wurde von 1953 bis 1955 für die Ortschaft Bings und die daneben liegende Gemeinde Stallehr nach Plänen des Architekten Werner Pfeifer erbaut.

## Architektur
Der westorientierte Rechteckbau mit schmalen Seitenschiffen unter einem tief herabgezogenen Satteldach hat einen eingezogenen Chor, einen Chorturm und eine nördlich angebaute Sakristei. Das Langhaus mit einem offenen Dachstuhl auf Lisenen hat Rechteckfenster und im Osten die Orgelempore. Der eingezogene, rechteckige Chor hat eine gerade Chorschlusswand und eine Flachdecke. Am Chorbogen gibt es Fresken von Hubert Fritz, Gottvater und der Heilige Geist mit zwei Posaunenengeln, am Altar des linken Seitenschiffes die Auferstehung Christi als Überwindung des Todes und des Bösen, am Altar des rechten Seitenschiffes den hl. Martin. Die Glasmalereien und der Kreuzweg nach Entwürfen von Hubert Fritz wurden von B. Dallaserra in der Glasmalereianstalt Dornbirn realisiert.

## Ausstattung
In der Hochaltarnische ist eine Figurengruppe eines Kruzifix mit Maria und Johannes des Bildhauers Hubert Fessler aus Hörbranz (1955), der auch den Tabernakel mit kupfergetriebenen Symbolen, die Seitenaltarfigur Anna selbdritt links und der hl. Michael rechts; Schnitzfiguren am Hauptportal: Moses, Daniel, Jesus, Paulus; am linken Portal: Eucharistie, Krankenölung und Buße; am rechten Portal: Firmung, Ehe und Priesterweihe, schuf.
Die Orgel baute 1957 der Orgelbau Reinisch-Pirchner.